# Belciana pratti
Belciana pratti là một loài bướm đêm trong họ Noctuidae.